# Joaquim Sunyer
Joaquím Sunyer (Sitges, Barcelona; 20 de diciembre de 1874 - 1 de noviembre de 1956) fue un pintor español, considerado uno de los máximos representantes del estilo novecentista. Fue sobrino del también pintor Joaquim de Miró.

## Biografía
En su juventud se trasladó a París, donde conoció el neoimpresionismo, y entró en contacto con Pablo Picasso, Manolo Hugué y el fotógrafo Nadar. Volvió a Cataluña, después realizó un viaje a Italia, y por último, se estableció en Sitges, su pueblo natal. Pintó numerosos paisajes, en los cuales se advierte la preocupación por captar la luz mediterránea por medio del empleo de colores muy claros. Sus composiciones son un ejemplo de equilibrio, si bien sacrifica la perfección técnica en beneficio de un poder de evocación más intenso.
Escritores como Joan Maragall, Eugenio d'Ors y Joan Salvat-Papasseit establecieron amistad con el pintor, a quien consideraban un fiel captador de la esencia catalana en sus retratos y paisajes mediterráneos. Salvat-Papasseit le dedicó su obra L'irradiador del Port i les gavines, y Sunyer pintó un retrato de su hija Salomé.

## Obras destacadas
- Cala Forn, conservada en el MNAC de Barcelona

## Distinciones
- Legión de Honor (1949)